# Owens-Illinois

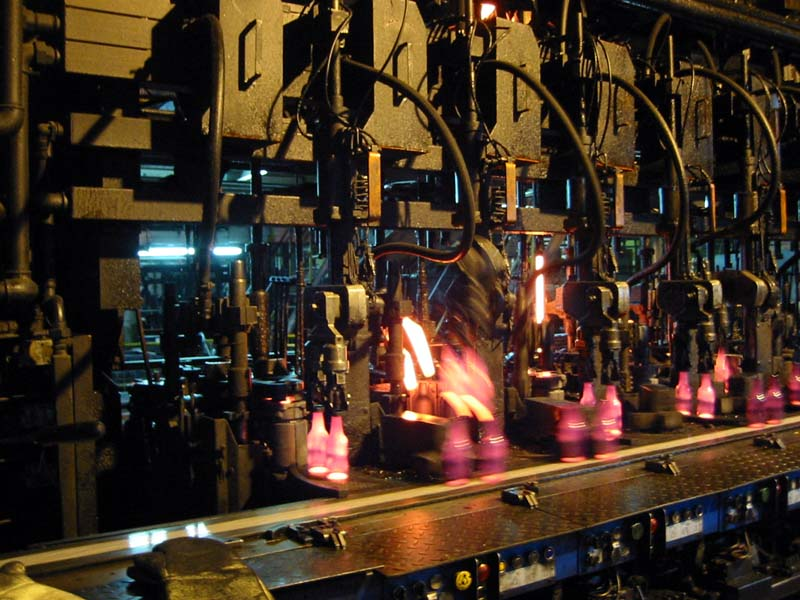
Współczesna huta szkła – produkcja butelek

Owens-Illinois – przedsiębiorstwo specjalizujące się w produkcji opakowań dla produktów spożywczych. Przedsiębiorstwo utrzymuje pozycję największego producenta opakowań szklanych w obu Amerykach, Australii, Nowej Zelandii, Chinach i Europie (po nabyciu BSN Glasspack w roku 2004). Szacuje się, że co druga butelka szklana wyprodukowana na świecie jest wyrobem Owens-Illinois, podmiotów stowarzyszonych lub licencjobiorców.
Do roku 2007 przedsiębiorstwo zajmowało się również produkcją opakowań plastikowych w Ameryce Północnej, Ameryce Południowej, Azji, Australii i Europie. Wśród plastikowych opakowań produkowanych przez O-I były m.in. pojemniki, zamknięcia i opakowania na leki. W lipcu 2007 O-I sprzedał zakłady produkujące opakowania plastikowe przedsiębiorstwu Rexam PLC, producentowi opakowań z Wielkiej Brytanii.
Owens-Illinois był notowany na Dow Jones Industrial Average od 1 czerwca 1959 do 12 marca 1987 roku.

## Zakłady w Polsce

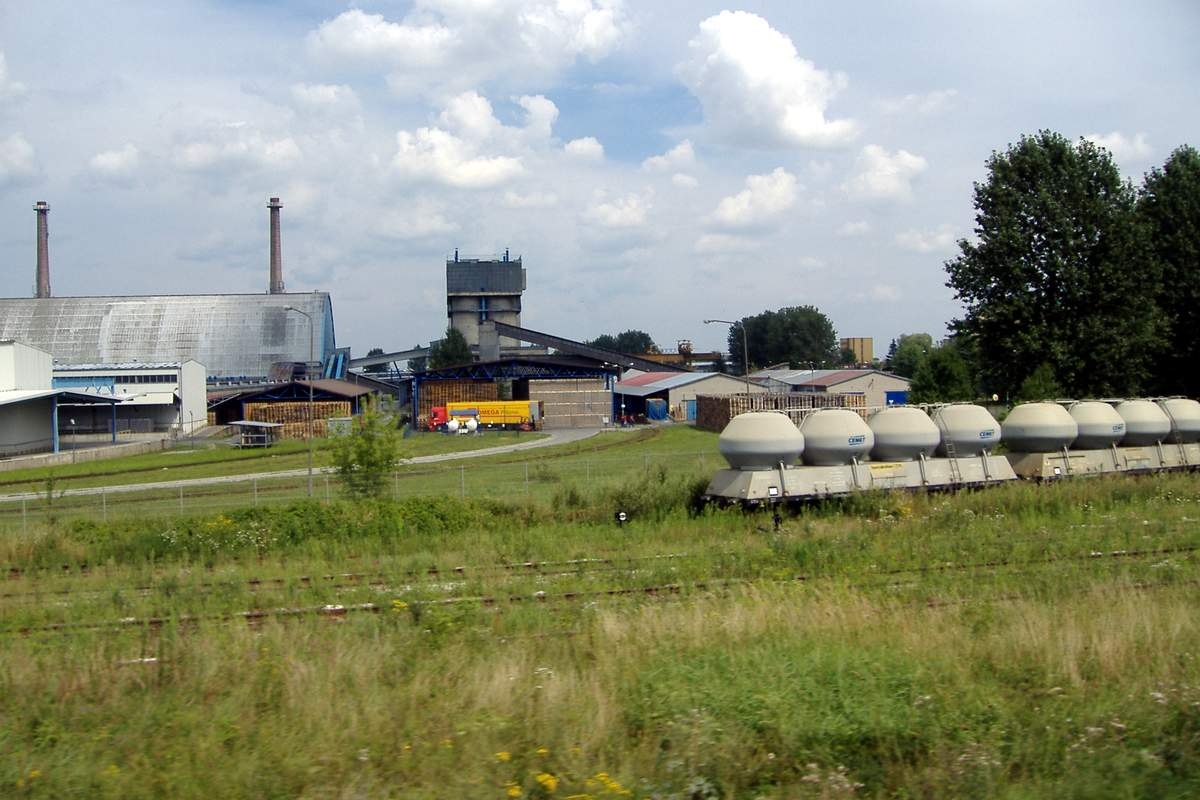
Widok na należącą do koncernu Hutę Szkła w Jarosławiu

Owens-Illinois pojawił się na polskim rynku wraz z prywatyzacją Huty Szkła „Jarosław” w roku 1993.
Kolejnym zakładem w Polsce jest Huta Szkła Antoninek w Poznaniu kupiona w roku 1998 od UNP Holdings BV.
1 lipca 2014 Owens-Illinois otworzył Centrum Usług Finansowych w Poznaniu w budynku Malta House.
Oznaczenie miejsca produkcji (hut) na produktach (butelki i słoiki):
E19 OI - Huta Szkła Jarosław
E18 OI- Huta Szkła Antoninek (Poznań)